# Dom Pérignon (champagne)
|  | Denne artikel omhandler champagnemærket. For benediktinermunken, se Dom Pérignon. |
Dom Pérignon er et berømt og eksklusivt champagnemærke fremstillet af Moët & Chandon.

## Historie
Dom Pérignon er opkaldt efter benediktinermunken Dom Pérignon, som levede i Frankrig 1638−1715. Han var meget interesseret i vinifikation og havde stor betydning for champagnens udvikling og raffinering. Han udviklede teknikker og nedskrev bl.a. instruktioner om druevalg (han foretrak Pinot Noir), teknik, blandinger af cuvéer og at lukke flaskerne med prop og metalnet. Dog var han ikke, som det ofte fejlagtigt påstås, opfinder af den mousserende vin eller den første som lavede champagne.

## Produktion
Historien om munken, som opfandt champagnen, inspirerede englænderen Laurence Venn til navnet Dom Pérignon. Dom Pérignon er en årgangsvin:  af vindruer fra samme år og af god kvalitet.
Hvert år laves der omkring fem millioner flasker. Champagnen laves af 55% Chardonnay og 45% Pinot Noir. Årgangen solgt i 2008 var lavet af druer plukket i år 2000, og den foregående var fra 1999 og lavet af druer plukket i 1996.

## I populærkulturen
I flere film med James Bond forekommer Dom Pérignon. I de tidlige film nævnes det, at James Bond foretrækker Dom Pérignon årgang 1953.
I den danske film Cirkus Ildebrand fra 1995 drikkes der Dom Pérignon årgang 1985.